# Taariq Fielies
Taariq Fielies (Città del Capo, 21 giugno 1992) è un calciatore sudafricano, difensore dell'AmaZulu.

## Statistiche

### Cronologia presenze e reti in nazionale
| Cronologia completa delle presenze e delle reti in nazionale ― Sudafrica | Cronologia completa delle presenze e delle reti in nazionale ― Sudafrica | Cronologia completa delle presenze e delle reti in nazionale ― Sudafrica | Cronologia completa delle presenze e delle reti in nazionale ― Sudafrica | Cronologia completa delle presenze e delle reti in nazionale ― Sudafrica | Cronologia completa delle presenze e delle reti in nazionale ― Sudafrica | Cronologia completa delle presenze e delle reti in nazionale ― Sudafrica | Cronologia completa delle presenze e delle reti in nazionale ― Sudafrica |
| Data                                                                     | Città                                                                    | In casa                                                                  | Risultato                                                                | Ospiti                                                                   | Competizione                                                             | Reti                                                                     | Note                                                                     |
| ------------------------------------------------------------------------ | ------------------------------------------------------------------------ | ------------------------------------------------------------------------ | ------------------------------------------------------------------------ | ------------------------------------------------------------------------ | ------------------------------------------------------------------------ | ------------------------------------------------------------------------ | ------------------------------------------------------------------------ |
| 3-6-2018                                                                 | Port Elizabeth                                                           | Sudafrica                                                                | 0 – 0 dts (3 – 4 dtr)                                                    | Madagascar                                                               | COSAFA Cup 2018 - Quarti di finale                                       | -                                                                        | 85’                                                                      |
| 9-6-2022                                                                 | Marrakech                                                                | Marocco                                                                  | 2 – 1                                                                    | Sudafrica                                                                | Qual. Coppa d'Africa 2023                                                | -                                                                        |                                                                          |
| Totale                                                                   |                                                                          | Presenze                                                                 | 2                                                                        |                                                                          | Reti                                                                     | 0                                                                        |                                                                          |

## Palmarès

### Club

#### Competizioni nazionali
- MTN 8: 1

Cape Town City: 2018